# Belpech
 Belpech  es una población y comuna francesa, en la región de Languedoc-Rosellón, departamento de Aude, en el distrito de Carcasona. Es el chef-lieu y mayor población del cantón de Belpech.

## Demografía
| 1210 | 1224 | 1089 | 1068 | 1165 | 1152 |
| Para los censos de 1962 a 1999 la población legal corresponde a la población sin duplicidades (Fuente: INSEE [Consultar]) |      |      |      |      |      |